# دیوید کایزر
 دیوید کایزر (انگلیسی: David Kaiser؛ زاده ) یک فیزیک‌دان است.